# Oebalus pugnax
Oebalus pugnax ist eine Wanzenart aus der Familie der Baumwanzen (Pentatomidae). Ihre englische Bezeichnung lautet Rice Stink Bug („Reis-Stinkwanze“).

## Merkmale
Die hellbraun gefärbten Wanzen werden 8–12 mm lang.
Sie besitzen eine schlanke Gestalt. An den Seiten des Halsschildes befindet sich jeweils ein nach vorne gerichteter Dorn. Das Schildchen (Scutellum) ist gelb gefärbt.

## Vorkommen
Oebalus pugnax kommt in Amerika vor. Das Verbreitungsgebiet der Wanzenart reicht vom Norden der Vereinigten Staaten (Maine, Minnesota) bis nach Brasilien. Außerdem ist die Art in der Karibik vertreten.

## Lebensweise
Die Wanzen gelten in den USA als Agrarschädlinge von ökonomischer Bedeutung. Sie saugen an verschiedenen Gräsern und an Getreide (Weizen, Reis, Mais).
95 % aller Baumwanzen in Reisfeldern in Florida wurden der Art Oebalus pugnax zugerechnet. Es gibt Berichte, dass die Wanzenart auch Schmetterlingsraupen angreift.
Das Weibchen legt bis zu 45 Eier zweireihig ab, die anfangs grün sind und sich später rot verfärben. Die Wanzen durchlaufen fünf Nymphenstadien. Es gibt 2–5 Generationen pro Jahr. Die Wanzenart überwintert üblicherweise als Imago.

## Taxonomie
Folgende Unterarten gibt es:
- Oebalus pugnax pugnax (Fabricius, 1775)
- Oebalus pugnax torrida (Sailer, 1944)

## Etymologie
Der Artzusatz pugnax leitet sich vom Lateinischen ab und bedeutet so viel wie „kampflustig“ oder „streitbar“.